# Hico (Texas)
Hico ist eine Stadt in Hamilton County im US-Bundesstaat Texas. Das U.S. Census Bureau hat bei der Volkszählung 2020 eine Einwohnerzahl von 1335 ermittelt.

## Geografie
Die Stadt liegt etwas nordöstlich des geografischen Zentrums von Texas, im Nordosten des Countys am U.S. Highway 281 und hat eine Gesamtfläche von 3,8 km². Ein Teil der Gemeindefläche liegt im nordwestlich anschließenden Erath County.

## Geschichte
Benannt wurde der Ort nach der Heimatstadt seines Gründers, Dr. John R. Alford aus Hico, Kentucky.

## Demografische Daten
Nach der Volkszählung im Jahr 2000 lebten hier 1.341 Menschen in 556 Haushalten und 363 Familien. Die Bevölkerungsdichte betrug 352,2 Einwohner pro km². Ethnisch betrachtet setzte sich die Bevölkerung zusammen aus 90,23 % weißer Bevölkerung, 0,00 % Afroamerikanern, 0,82 % amerikanischen Ureinwohnern, 0,00 % Asiaten, 0,15 % Bewohnern aus dem pazifischen Inselraum und 7,53 % aus anderen ethnischen Gruppen. Etwa 1,27 % waren gemischter Abstammung und 11,26 % der Bevölkerung waren spanischer oder lateinamerikanischer Abstammung.
Von den 556 Haushalten hatten 30,8 % Kinder unter 18 Jahre, die im Haushalt lebten. 51,4 % davon waren verheiratete, zusammenlebende Paare. 10,6 % waren allein erziehende Mütter und 34,7 % waren keine Familien. 31,5 % aller Haushalte waren Singlehaushalte und in 22,3 % lebten Menschen, die 65 Jahre oder älter waren. Die Durchschnittshaushaltsgröße betrug 2,37 und die durchschnittliche Größe einer Familie belief sich auf 2,99 Personen.
26,2 % der Bevölkerung waren unter 18 Jahre alt, 6,9 % von 18 bis 24, 23,8 % von 25 bis 44, 20,5 % von 45 bis 64, und 22,6 % die 65 Jahre oder älter waren. Das Durchschnittsalter war 40 Jahre. Auf 100 weibliche Personen aller Altersgruppen kamen 82,9 männliche Personen. Auf 100 Frauen im Alter von 18 Jahren und darüber kamen 77,9 Männer.
Das jährliche Durchschnittseinkommen eines Haushalts betrug 25.919 USD, das Durchschnittseinkommen einer Familie 34.688 USD. Männer hatten ein Durchschnittseinkommen von 27.404 USD gegenüber den Frauen mit 17.708 USD. Das Prokopfeinkommen betrug 14.122 USD. 19,5 % der Bevölkerung und 13,6 % der Familien lebten unterhalb der Armutsgrenze. Davon waren 27,2 % Kinder und Jugendliche unter 18 Jahren und 22,4 % waren 65 oder älter.

## Söhne und Töchter der Stadt
- Robert Lee Thornton, Bankier und Politiker, von 1953 bis 1961 Bürgermeister von Dallas